# Storbritanniens flag
Storbritanniens flag kaldes Union Jack (selv om det i princippet kun er navnet på flaget, når det bruges som gøs).
I 1606 sammensattes Englands og Skotlands flag:
- Skt. Georgskorset (Englands flag)
- Skt. Andreaskorset (Skotlands flag)
- Union Jack, 1606

I 1801 tilføjedes Skt. Patrickskorset, som på den tid var Irlands flag. For at vise, at Irland ikke skulle betragtes som Skotland overlegent, gjordes Skt. Patrickskorset tyndere, og det dækker kun Skt. Andreaskorset halvt. Denne ordning gjorde flaget asymmetrisk – det er således muligt at hejse det "på hovedet". Flaget er hejst korrekt, hvis den brede del af Skt. Andrewskorset er over Skt. Patrickskorset i det øverste hjørne tættest på flagstangen.
- Union Jack, 1606
- Skt. Patrickskorset (Irlands flag)
- Union Jack siden 1801

## Officielle flagdage
| 9. januar                                      | Prinsessen af Wales' fødselsdag |
| 20. januar                                     | Hertuginden af Edinburghs fødselsdag |
| 19. februar                                    | Prins Andrews fødselsdag |
| 1. marts                                       | Sankt Davids dag (blot i Wales) |
| 10. marts                                      | Prins Edwards fødselsdag |
| Anden mandag i marts                           | Commonwealthdag |
| 9. April                                       | Kongens bryllupsdag |
| 23. april                                      | Sankt Jørgens dag (blot i England) |
| 6. maj                                         | Kongens og dronningens kroningsdag |
| En dag i maj eller juni                        | Statsåbning af det britiske parlament (blot i Greater London)                                                                              |
| Lørdag i juni                                  | Fejring af regentens fødselsdag |
| 21. juni                                       | Prins Williams fødselsdag |
| 12. juli                                       | Dag af Slaget ved Boyne (blot i Nordirland)                                                                                                |
| 17. juli                                       | Dronningens fødselsdag |
| 15. august                                     | Prinsesse Annes fødselsdag |
| 8. september                                   | Kongens tiltrædelse |
| Anden søndag i november (nærmest 11. november) | Remembrance Sunday, mindedag for alle britiske borgere og militært personel, der har mistet livet i de to verdenskrige, samt senere krige. |
| 14. november                                   | Kongens fødselsdag |
| 30. november                                   | Sankt Andreas' dag (blot i Skotland) |